# Fizjologia małżeństwa
Fizjologia małżeństwa – esej Honoriusza Balzaka opublikowany w 1829 roku pod tytułem Physiologie du mariage ou méditations de philosophie éclectique, sur le bonheur et le malheur conjugal, publiées par un jeune célibataire przez Levavasseura i Urbain Canela.

## Czas powstania utworu
Balzac nosił się z pomysłem napisania utworu co najmniej od 1826 roku, skoro 20 lipca 1826 zapowiedział wydanie Physiologie du mariage ou Méditations sur le bonheur conjugal. 13 zachowanych rozdziałów tej początkowej wersji utworu odpowiada 16 rozdziałom wydanym w trzy lata później w grudniu 1829 roku pod pseudonimem "młodego człowieka bezżennego". Książka odniosła spory sukces. Szczególnie wyrywały ją sobie kobiety, zainteresowane treściami, do których wiele z nich się nie przyznawało, a jeśli nawet myślało to nie ośmielało się wypowiedzieć na głos. Niektóre były zgorszone. Zulma Carraud napisała do Balzaka pełen oburzenia list, na który pisarz odpowiedział: Uczucie odrazy, jakiego doświadczyłaś Pani przy lekturze książki, którą Pani przyniosłem, zbyt wiele przynosi Pani zaszczytu i jest zbyt subtelne, aby czyjakolwiek dusza, nawet autora, mogła powziąć urazę.
Drugie wydanie utworu ukazało się w 1834 roku stając się przyczyną procesu z Levavasseurem. Kolejne cztery wyszły u Charpentiera (1838, 1840, 1843, 1848). W 1846 roku Fizjologia małżeństwa ukazała się u Furne'a w XVI tomie Komedii ludzkiej jako jedyny utwór Studiów analitycznych i jednocześnie zwieńczenie całości.

## Treść
Utwór daje analityczny wgląd w życie małżeńskie, aż po najbardziej intymne szczegóły, koncentrując się na patologii życia społecznego, której sedno stanowi zdrada mężów przez żony. Charakterem przypomina wszystkie "Sztuki" i "Kodeksy", które Balzac pisał w latach dwudziestych XIX wieku pod pseudonimem Horacego Raisson. Sytuując swoje rozmyślania poza uznaną produkcją literacką, Balzac zyskał większą swobodę wypowiedzi i rodzaj autorytetu, który dawała praca quasi-encyklopedyczna, pisana w duchu filozofów oświeceniowych. Na tekst Fizjologii składają się oprócz rozważań, aforyzmy oraz anegdoty ilustrujące współczesne autorowi obyczaje. Całość utworu dzieli się na trzy części: pierwsza zawiera Uwagi ogólne, druga Środki obrony wewnątrz i zewnątrz, trzecia mówi O wojnie domowej między małżonkami.
Sześć początkowych rozdziałów tego "brewiarza makiawelizmu małżeńskiego" przedstawia stan małżeństwa francuskich warstw ludzi bogatych i próżnujących i proponuje serię reform mających poprawić pozycję małżeńską kobiet, a jednocześnie przeszkodzić im zdradzać mężów. Poczynając od VII rozmyślania O miesiącu miodowym mąż zostaje zepchnięty do defensywy, na pozycję osoby, której szczęście małżeńskie zostaje zagrożone. W rozmyślaniu VIII Pierwsze oznaki autor wskazuje symptomy, po których mąż może rozpoznać zapowiedź kryzysu małżeńskiego oraz moment, w którym kobieta zaczyna myśleć o zdradzie. Kończące część pierwszą rozmyślanie IX Epilog przedstawia historię małżeństwa we Francji i powtarza propozycje autora mające służyć naprawie małżeństwa. Część druga stanowi kodyfikację środków ostrożności, które powinien podjąć roztropny mąż, aby swą małżonkę zachować dla siebie. Rozmyślanie XVIII O rewolucjach małżeńskich zapowiada część trzecią, w której autor maluje klęskę męża, niezdolnego przewidzieć nadchodzącej zdrady i przyprawienia mu rogów. Poczynając od rozmyślania XXVII Ostatnie objawy, kochanek zadomawia się na łonie małżeństwa.

## Recepcja
Fizjologia była początkowo wydarzeniem paryskim. Dzienniki drukowały fragmenty dzieła, opuszczając z ostrożności miejsca, które mogły się okazać zbyt śmiałe w odbiorze czytelników. Ta "piekielna książka" (określenia Jules'a Janina) podzieliła krytyków: "Le Lutin" (29 grudnia 1829), "La Pandore" (30 grudnia 1829, 1 marca 1830), "le Mercure de France au XIX siècle" (luty 1830) i "le Journal des Débats" (7 lutego 1830) chwaliły dzieło i jego żartobliwą wenę, podczas gdy inne pisma atakowały tekst za mizoginizm ("La Gazette Littéraire" z 7 stycznia 1830) lub za sprośność ("Le Globe", 16 lutego 1830); "Le Feuilleton des Journaux politiques" (17 marca 1830) zarzucał autorowi błazeński ton w kwestiach, które dotykają fundamentów budowli społecznej. We artykule poświęconym Fizjologii w swoim Grand Dictionnaire Universel Pierre Larousse widzi w niej utwór frywolny i zauważa: w tej książce Balzaka można znaleźć tylko kpinę z małżeństwa. Na zakończenie cytuje  ostry sąd Saint-Beuve'a z "Revue des Deux Mondes" z 15 listopada 1834 roku, który nazywa utwór  mieszanką zjadliwości i sprośności w żartobliwym tonie.